# 日本の核武装論
日本の核武装論（にっぽんのかくぶそうろん、英: Japan’s nuclear armament theory）は、日本が独自に核兵器を保有するかどうかの議論である。

## これまでの動き
日本の内閣総理大臣は、立場上「非核三原則を堅持し・・・」といった発言で核武装を否定する発言をするものの、本人が内閣総理大臣に就任する前または内閣総理大臣を退いた後に核武装への支持や検討を示唆する発言が後を絶たない。

### 核保有の合憲性
日本が核兵器を保有することに関し、日本国憲法に適合するかしないかの国会答弁では次のような答弁がなされている。
1957年（昭和32年）5月、内閣総理大臣の岸信介が参議院予算委員会で「核兵器と名前がつけば憲法違反かというと、憲法の解釈論としては正しくない」と答弁し、核兵器保有は合憲との認識を示した。
1973年（昭和48年）3月17日、内閣総理大臣の田中角栄は参議院予算委員会の答弁で「いままで政府が統一見解で述べておりますものは、自衛の正当な目的を達成する限度内の核兵器であれば、これを保有することが憲法に反するものではないというのが、従来政府がとってきたものでございます」と述べた。
1978年（昭和53年）3月11日、内閣総理大臣の福田赳夫は参議院予算委員会で「たとえば万一核不拡散条約（NPT）、これを日本が脱退をするということになった場合には、条約上の遵守義務というものはありませんから、先ほど申し上げましたような間接的意味における憲法に由来する九十八条の問題というものは消えちゃうんです。第九条の問題だけが残るということなんです。憲法全体の思想といたしましては、私は、第九条だと思うのです。第九条によって、わが国は専守防衛的意味における核兵器はこれを持てる。ただ、別の法理によりまして、また別の政策によりまして、そういうふうになっておらぬというだけのことである。」と述べた。
2002年5月27日、官房副長官の安倍晋三は参議院予算委員会で「自衛のための必要最小限度を超えない限り、核兵器であると、通常兵器であるとを問わず、これを保有することは、憲法の禁ずるところではない」「核兵器は用いることができる、できないという解釈は憲法の解釈としては適当ではない。」と述べた。
2002年5月31日、官房長官の福田康夫は次のように述べた。「非核三原則は憲法に近いもの。しかし、今は憲法改正の話も出てくるようになったから、何か起こったら国際情勢や国民が『（核兵器を）持つべきだ』ということになるかもしれない」「法理論的には持てる。持っていけないとの理屈にはならない」。これは記者団とのオフレコでの発言であったため発言者は「政府首脳」とぼかされていたが、6月4日に自身であることを認めている。

### 1960年代の核保有検討
1961年（昭和36年）11月、内閣総理大臣の池田勇人は来日した米国務長官のディーン・ラスクに「閣内に核武装論者がいる」と述べた。
1964年（昭和39年）には中国が初めての核実験に成功した。同年12月、内閣総理大臣の佐藤栄作は駐日アメリカ大使のエドウィン・O・ライシャワーに対して、英首相ウィルソンの言葉を引用して「他人が核を持てば、自分も持つのは常識だ」と述べた。
政府は佐藤政権時代の1960年代後半に、極秘に核保有の可能性を検討した。1967年（昭和42年）夏、内閣調査室の外郭団体「財団法人・民主主義研究会」で永井陽之助、垣花秀武、前田寿、関野英夫、蝋山道雄により日本の核武装の可能性について検討が行われた。その結果は「日本の核政策に関する研究（その一）－独立核戦力創設の技術的・組織的・財政的可能性」と「日本の核政策に関する研究（その二）－独立核戦力の戦略的・外向的・政治的諸問題」という2冊の小冊子にまとめられた。同研究会は｢日本が核武装することは、国際政治的に多大なマイナスであり、安全保障上の効果も著しく減退する｣と結論付けた。この事実については1999年（平成11年）に蝋山がSAPIOの取材に対して詳細を語っている。
1967年（昭和42年）12月11日、佐藤は衆議院予算委員会で「核は保有しない、核は製造もしない、核を持ち込まないというこの核に対する三原則、その平和憲法のもと、この核に対する三原則のもと、そのもとにおいて日本の安全はどうしたらいいのか、これが私に課せられた責任でございます。」と答弁した。
2010年10月3日放映のNHKスペシャル『核を求めた日本』では、元外務事務次官の村田良平（2010年3月死去）の証言をもとに、NPT調印後の1969年に、外務省高官が西ドイツ外務省の関係者（当時分析課長の岡崎久彦、国際資料室の鈴木孝、調査課長の村田良平と西ドイツ外務省政策企画部長のエゴン・バール、参事官のペア・フィッシャーとクラウス・ブレヒ）らを箱根に招いて、核保有の可能性を探る会合を持っていた事実を明らかにした。また、先に記した、当時の佐藤内閣が専門家の意見を集めた上で内閣情報調査室に極秘に核兵器の製造能力についての報告書を作成させていた事実もあわせて明らかにされた。これらの背景には中国が1964年に成功させた596 (核実験)により核保有国となったことが挙げられている。
この報道を受けて外務省は、省内で調査を行なった結果を同年11月29日に報告書として発表した。それによると、日本と西ドイツの外交当局者が1969年に「政策企画協議」を東京で開催した後に箱根で懇談した事実を確認し、「政策企画協議」自体は「自由な意見交換が目的で、政策の交渉や調整の場ではない」としたものの、西ドイツ側関係者の証言などに基づき、日本の核保有の可能性に関連する発言が「何らかの形でなされていた可能性を完全に排除できない」と結論づけている。

## 賛成の主張

### 核抑止力の保有
- 核抑止力とは、敵の先制攻撃によっても生存可能な報復用の核兵器を持つことにより、敵からの核攻撃を抑止する力である
- 日本の狭く都市部に人口が密集した地理的条件から中露など広大な国々に対する核抑止力を否定する意見もあるが、それは相互確証破壊の概念と核抑止力の概念の混同である
- 核によって攻撃しようとする側は、核攻撃によって得られる利益が不利益を上回らなければ攻撃できない。したがって、自国が報復用の核を持つことによりその相手国の不利益の割合を増大させれば、相手国の核攻撃の動機を抑止出来ることになる。そして核抑止力の大きさは反撃可能な核の量に比例する。これが核抑止力の基本的な考えである。その核抑止力が敵対しあう二国間で最大、すなわち国家の存続が不可能となった状態が、相互確証破壊である。

### 中国脅威論
- 中国の経済成長に伴う軍事力の強化によってアメリカ軍の影響力低下が予想されている
- 中国の軍事支出の伸びは19年連続2桁%増で、2007年の時点で5兆円超と公表されているが、実態はその3倍になるとアメリカ国防総省は指摘している
- かつてアメリカはソ連との冷戦期において同盟国を保護し、やがてソ連を崩壊に追い込んだが、中国相手に同様の構図は成り立たないと考えられる。ソ連は経済的には貧弱であったが、中国の経済力はやがてアメリカを上回るという予測もある[5]。そして冷戦期の米ソ両国の経済関係は極めて希薄であったが、米中両国の経済関係は極めて緊密であり、アメリカの国別の貿易額では、中国は2004年に日本を抜いて3位になっている[6]。またアメリカ国債の保有額では2007年で日本は1兆ドル弱、中国が約7,000億ドルと推定される。
- 今後も中国の経済発展により、米中両国の貿易額は確実に増加していく。それに対して日本は人口減少により対米貿易額は減少すると考えられる。即ちアメリカ経済にとって中国の価値が日本の価値を上回れば、アメリカが中国の脅威から日本を守ろうとする動機が希薄になる。
- 実際に中国が経済的・軍事的に超大国となった場合、アメリカは台湾や日本を守るため中国と戦争は出来ないという指摘はアメリカの学者からもなされている。ハーバード大学のスティーヴン・ウォルトやシカゴ大学のジョン・ミアシャイマー、そしてサミュエル・P・ハンティントンなどは、アメリカが東アジアでの覇権を放棄して中国との力の均衡を保つ「オフ・ショアー・バランサー戦略」という選択肢を主張している[7]。
- リチャード・アーミテージは講演で、アメリカ一極超大国時代は2020年以降に不確実になる可能性があるという認識を示した[8]

### 核武装によるメリット
- 核武装を行っている・または進めている周辺国（中国・ロシア・北朝鮮）への抑止力をアメリカに依存（核の傘）する現状が、日本の自主外交力を低下させている。逆に、日本が核武装すればアメリカの被保護国からの脱却を目指せる可能性がある。
- 世界で唯一の被爆国であることなどを踏まえ考えれば、日本が核を持つということは国際社会にとても影響を与え、国際社会における影響力が莫大に上昇することが予想される。
- ウクライナ紛争 (2014年-)に措いて、現実にウクライナは核兵器を廃絶したが故にロシアの攻撃侵略を招く結果となり、その当のロシアは核兵器による恫喝でNATOなどの攻撃を阻止しており、同じく中国や北朝鮮は核武装で全面通常戦争を避けている。このロシアは日本の隣国であり、ソ連時代から日本を虎視眈々と狙っていることは、広く知られる。

### 核武装によるデメリット
- 唯一の核被爆国として国内には反核兵器感情が根強く、政治的混乱を招くおそれがある
- 国際的には核不拡散・廃絶に対する逆行であり、国際社会から敵視されるおそれがある
- 核兵器の開発・配備はもとより保管・管理・破棄の費用も大きく、経済的負担が重い
- 韓国や台湾などの周辺国及び地域も核武装を求める「核ドミノ」が発生する可能性があり、かえって東アジア地域が政治的に不安定化する恐れがある[9][10]

### 核廃絶への疑念
- 核保有国が果たして核を廃棄するのか、という疑念がある。核保有国の一部はコスト削減のために核軍縮に積極的だが、完全に廃絶すると表明した国はまだない。アメリカ、中国、ロシアは核廃絶しないことを表明している。
- 小林よしのりは広島の原爆資料館と長崎の原爆資料館に行って核の被害の現実を目の当たりにしたことを強調しつつ、「核保有国が核を放棄するはずがないという現実から目をそむけたくはない」と発言し、日本の核武装を唱えた[11]。

### 日本の核武装を支持する国内外の著名人

#### エマニュエル・トッド
日本が核武装することで、周辺諸国との勢力均衡維持が期待できる（勢力の均衡が平和をもたらす）。日本に核武装を提言するフランスの人類学者のエマニュエル・トッドなどがこのように主張している。
著書『帝国以後』でアメリカ「帝国」への一極集中の時代（パクス・アメリカーナ)が21世紀では維持できないとしたエマニュエル・トッドは、2006年10月、朝日新聞での若宮啓文とのインタビューにおいて、「インドとパキスタンは双方が核を持った時に和平のテーブルについた。中東が不安定なのはイスラエルだけに核があるからで、東アジアも中国だけでは安定しない。日本も持てばいい」と述べ、日本の核武装を提言。さらに「核を持てば軍事同盟から解放され、戦争に巻き込まれる恐れはなくなる」と指摘する。ほか、被爆国である日本が持つ核への国民感情については、「国民感情はわかるが、世界の現実も直視すべき」とした。日本が核兵器を持った場合に派生する日本とアメリカと中国の三国関係については、「日本が紛争に巻き込まれないため、またアメリカの攻撃性から逃れるために核を持つのなら、中国の対応はいささか異なってくる」との見通しを出したうえで、「核攻撃を受けた国が核を保有すれば、核についての本格論議が始まり、大きな転機となる」と指摘した。これは日本が核兵器を保有することで、中国を牽制し、かつアメリカへの隷属状況からも離脱し、日米中3ヶ国の勢力均衡を示唆する説である。
2010年の日本経済新聞のインタビューでは、日本が非核保有国で、中国が核保有国であることを「不均衡な関係」だ、「不均衡な関係は危険」だとして、ロシアとの関係強化を提言した。
なお、トッドは、フランスの核武装の理由について、「何度も侵略されてきたことが最大の理由」とし、「地政学的に危うい立場を一気に解決するのが核だった」と述べ、核兵器保有による周辺諸国との勢力均衡が、安全保障としては有効との見方を提出している。

#### ネオコン
アメリカのネオコンの中には、ならず者国家の北朝鮮とその支援国と言われる中国を除外する安全保障体制を構築した上で、日本にNPTの破棄と核抑止力の構築を奨励する知識人がいる。
ネオコンの思想はアメリカが世界の覇権を握りアメリカの民主主義を世界に広めるというものであるが、日本の核武装は世界覇権維持のために必須のアメリカの東アジアにおける覇権を終焉させることになるのでネオコンが日本の核武装を容認することは論理的にありえない。つまり、ネオコンが日本の核武装を容認する発言を行う意図は中国に対する牽制のためである。

#### 三島由紀夫
1967年（昭和42年）に三島由紀夫は、「原爆に対する日本人の民族的憤激を正当に表現した文字は、終戦の詔勅の『五内為ニ裂ク』といふ一節以外に、私は知らない」と述べた上で、被爆国の日本こそが核武装できる「特権」があるとする以下のような見解を示した。
三島の論点は、被爆国だからこそ原子力を平和利用できる、という戦後の原子力政策をめぐる言説の論点と重なる面がみられる。

#### 村松剛
1968年（昭和43年）に村松剛は、「アメリカに頼らず自前で核燃料を生産できるような状態にしておくべき」だとし、「持とうと選択すれば持つことができるが、道義的に持たないんだ」という核武装容認の発言をした。村松はそれ以前の1965年（昭和40年）にも、「精神的な面での効果」を説いて、「核は、民族的自立と自信の、シンボル」だと述べていた。

#### 石原慎太郎
1969年（昭和44年）から当時参議院議員の石原慎太郎は、核武装を容認する考えを表明し、自身のアメリカ核戦略基地見学の経験を踏まえつつ、いわゆるアメリカの核の傘から日本が外れていることを指摘して、非核三原則を「何と滑稽な、ことの本質を逸脱した政治指針」だと批判した。さらに石原は、中国のICBM保有の可能性に言及し、「外交に迫力を与え得るバックグラウンドの造形」や「今日の日本人の自負や懸念という形而上の要件」の必要性から「非核というタブー」を打ち破るべきだと主張した。
1971年（昭和46年）には、ニクソン・ショックを背景に石原は次のように発言した。「（核兵器が）無けりゃ、日本の外交はいよいよ貧弱なものになってね。発言権はなくなる」「だから、一発だけ持ってたっていい。日本人が何するか分からんという不安感があれば、世界は日本の言い分を聞くと思いますよ」、この発言は同年7月19日付の朝日新聞に掲載された。

#### 清水幾太郎
1980年（昭和55年）に清水幾太郎は、自著『日本よ国家たれ――核の選択』（文藝春秋）において、ソ連の脅威と日本が「普通の国」になることを説いて核武装の必要性を訴え、「核兵器が重要であり、また、私たちが最初の被爆国としての特権を有するのであれば、日本こそ真先に核兵器を製造し所有する特権を有しているのではないか」と主張した。これは1967年（昭和42年）の三島由紀夫の主張の論理と同様のものである。

#### 中西輝政、伊藤貫、西部邁など
2000年代に入ると、2006年（平成18年）に中西輝政、伊藤貫、2007年（平成19年）に西部邁、2011年（平成23年）に小林よしのり、2013年（平成25年）に田母神俊雄などが日本の核武装を主張した。
西部邁の論には、国家の「力強さとしての徳」という観点からの「自尊と自立の象徴」として「核」と「靖国」を接続して、「国民の生命にたいして『危機と死滅』を予感させる『核』という難物」に向き合うことを説いている点に特色があると広島大学教授の柳瀬善治は解説している。

#### ドナルド・トランプ
2016年3月29日、米大統領選を戦っていたドナルド・トランプ（後に大統領に当選）は、既に核兵器を保有している中国、北朝鮮、ロシアなどの国から日本を保護し続けるには費用がかかりすぎると主張し、「日本が独自の核兵器を開発すべきだ」と提案した。

#### さや
2025年7月20日投開票された第26回参議院議員通常選挙東京選挙区（改選6と欠員1の補欠選挙の計7議席）に参政党候補として立候補した「さや」氏（女性、当時43歳、後に本名：塩入清香（しおいりさやか）で議員活動をすると表明）は、日本テレビの報道局が運営するYouTubeチャンネル『日テレNEWS』で同年7月3日に行われた「投票誰にする会議～参院選2025東京選挙区～」と題されたライブ配信番組で、「自分たちの防衛力、自国のためにどれだけ活用できる兵器があるのかというのを考えた時に、あの北朝鮮ですらも核兵器を保有するとですね、一応国際社会の中でトランプ大統領と話ができるくらいまでには行くわけですよね。交渉ができるという」「そういう状況までいくということを考えると、核武装が最も安上がりであり、最も安全を強化する策の1つだとは考えています」と発言。特に後者の発言は、左翼・反核・自称平和主義者やそれらの組織・団体、テロリストらにより、選挙演説妨害や殺害放火予告を含む集中・執拗な攻撃を受けたが、同選挙区でトップだった自民党の鈴木大地氏（58）に続く2位で初当選する民意が示された。

### さまざまな核安全保障論

#### 単独核保有論
日本が独自に核兵器を開発し、運用すべきであるとする考えである。長らく「核武装論」にはこの単独核保有論・対米自立方向の路線があったが、バブル崩壊後の日本の国力低下に伴い経済制裁を受けて国家を維持することが困難であるため核武装論者内でも公言するものが減った。
利点
- 外交における発言力の大幅な向上。特に射程内の国に対して。また、過去にアメリカが日本に対して行ってきた数々の内政干渉的な改善要求（一般にも知られるのはアメリカが日本に対して行ってきた年次改革要望書が有名。数々にグローバリズム路線政治思想による規制緩和や構造改革によって日本が持つはずの自国内経済主権の崩壊、デフレの長期化、関税自主権を封殺する日米FTA（“自由貿易”を謳いつつも日本が優位な自動車産業については高い関税を掛けようとする動きもある上にさらに日本の食糧安全保障を崩壊させる農薬規制の緩和や防疫規制の撤廃なども含む）を拒否することも可能になる。
- 発射に関して、アメリカなどの干渉を受けないため、信頼性の高い核抑止力を持つことが出来る
- 実際に現状のアメリカ製兵器（戦闘機やミサイル防空システムなど）はアメリカ国防総省（ペンタゴン）の軍事衛星からの信号モードに依拠した防空システムであるため信号の変換モードひとつ切り替えるだけで日本のアメリカ製兵器は使用不能になるという説もある。しかし、自国製兵器ならばそのような心配は不要。ただし軍事衛星による高度で正確性の高い弾道誘導システムを自国で開発することも必要になる。
- 安全保障において日本の自立性が飛躍的に高まる
- NPT改革などと違い時間のかかる多国間交渉が不要である
- アメリカの核・ミサイルをシェアリングした場合、仮に東側が共謀で日本に核による恫喝を仕掛けてきたと仮定するとアメリカがアメリカ国土に着弾する飛距離を持つ東側製の核弾頭に狙い撃ちされるリスクを犯してまで日本を守る覚悟があるのか甚だ疑問である。そして日本の核武装を推奨する論者は『アメリカが日本を守るために本気のリスクを犯す事などあり得ない』という論点から日本の核武装を推奨するものが多い。また、日本が単独で自国製核兵器による核武装をすることで東側からの『核の脅威』からアメリカを守ることにもつながる（バランスオブパワーポリティクス）の上でも必要と唱える論者もアメリカ国内に存在することも事実である。

問題点
- 非核三原則を初めとするこれまでの政策の大幅転換が必要であり、日本が加盟している核拡散防止条約から脱退する必要がある
- 外交的には、これ以上核保有国を増やさないとするNPT加盟約190ヶ国、および核武装した日本の核兵器射程圏内に入る国々の反発が予想される。大量破壊兵器不拡散を国家基本安全保障政策に掲げるアメリカにとって、NPT体制こそがパクス・アメリカーナの安定維持装置であり、それに反した政策をとる国々（イラン・かつてのイラクのフセイン政権・北朝鮮など）に対して制裁を行う急先鋒となっているため、アメリカから同意を得るのは非常に困難。
- アメリカの経済・金融制裁に対して日本は脆弱である。また、米中露による海洋封鎖・臨検や、核施設空爆の危険を乗り越える方策が必要。
- 部分的核実験停止条約を批准している日本では核兵器を開発したとしても核実験を行うのは不可能に近い（下記参照）

#### 日本への核兵器配備をアメリカに要請すべきだとする議論
アメリカに日本への核ミサイルの配備を求めて中露朝に対抗しようとするもの。これについてはアメリカとロシアの間のINF全廃条約で射程が500㎞から5500㎞の範囲のミサイルの保持が互いに制限されているという問題があったが、アメリカの破棄通告から6ヶ月を経た2019年8月2日に同条約が失効し、問題ではなくなった。
利点
- 日本周辺の核大国とのミサイル・ギャップに対し、緊急避難的な措置として即効性のある抑止力である
- アメリカにとって新たな技術開発無しに現状の技術のみで実現が可能である
- ミサイル発射の権限がアメリカにあり、このことは周辺国のうち特に韓国国民の日本に対する根強い不信に対してもハードルを低くすることができる

問題点
- ミサイル配備が隣国との緊張を招き、INF条約破棄によって冷戦期の状態に逆戻りする恐れがある
- 抑止力としてみるならば、日本に配備されようと発射の権限がアメリカにある以上、究極的には「核の傘」の信頼性の問題でしかない
- 基本的に、「相互ミサイル廃棄」に持ち込む方便であり、予算を投じて配備を推進しても相互撤廃交渉が成立すれば、配備したばかりのミサイルを廃棄する必要があり、費用の妥当性、効果、アメリカとのコストの分担などで解決すべき問題がある

#### 日米共同核保有論
田母神俊雄は核共有（Nuclear Sharing）の導入を提言している。アメリカがNATO加盟国（ドイツ、イタリア、オランダ、ベルギー）に提供する核武装オプションである。平時はアメリカ軍が核兵器を保持・管理しつつ相手国と核兵器の使用と管理の訓練を行なう。戦時になったとき、アメリカ軍が相手国に核兵器を提供し、相手国は核武装する。
利点
- 開戦後に核兵器が提供されるという点で開戦前まではNPT（核拡散防止条約）に抵触しない
- NPT改革のような多国間交渉が必要なく、究極的にはアメリカの同意を取り付ければよい

問題点
- 非核三原則を放棄する必要がある（非核三原則を放棄しても、法的罰則はない）
  - 非核三原則は核兵器の使用を禁じていない為、日本の領土を経由せずに使用する場合は問題ない
- NATOの核共有はあくまで戦術核兵器の運用であり、その目的は、戦時には不足こそすれ余ることなどない戦術核兵器投射手段の確保にある。日本が考える核抑止力の構築とは目的が違うし、アメリカが戦略核兵器の供与を意図したことはない。そのNATOの核共有においても、核の使用はNATOの総意とされるもので、最終的な決断は核兵器国にある。

#### NPT改革論
NPTを脱退して核武装するのではなく、NPT内に留まりながら、他の非核諸国と連携してNPTのルールを変革してNPT公認の核保有に至ろうとする考え方。
利点
- NPTを崩壊させる場合よりは、アメリカの賛同を得られ易く、また米中露に核施設爆撃や経済封鎖など制裁の口実を与えにくい

問題点
- 現NPT体制に比べて核保有国が増えてしまうので、アメリカなど核保有国を初めとする核拡散に反対する各国の賛同を取り付けるのが困難
- 非核三原則を放棄する必要がある
- 国連改革が進まない様に、複雑な多国間交渉が必要で時間がかかる

#### 核抑止以外の核安全保障論
米ソ核抑止という有名な例があるために「核には核抑止」が半ば常識になっているが、実際には核抑止は常に成立するわけではない。核ボタンを押せば相互に損をする場合、ならびに失う物がある者に対してしか抑止が効かない。
すでに経済的に破綻し失うものがない状況にある北朝鮮に対しては、核抑止の効果は薄いとされる。北朝鮮において、核は短期的な要求を飲ませるための安易な手段になっている。 
核抑止力の問題において核兵器保有国の戦略戦術上最も問題に問われるのが、何が敵で何が味方かつまりFOF(Friendly Or Foe)の明確な識別である。核兵器を抑止する以上明確な敵対味方識別を行い戦略戦術核や軍事的、経済的、国際的抑止を行うが、敵対標的・敵対国・敵対人員・敵対機構・敵対組織を明確に全て詳細に把握して行う作業のため、敵対標的全てを明確に識別する必要がある。先進国の核兵器保有国の戦略戦術核武装に対する敵対標的であるため、ほとんど全ての標的が国家規模の組織的国際犯罪者及び機構であり、それらの人員が国家規模の組織的国際犯罪による核テロやその他の人道に対する罪、平和に対する罪に値する国家規模の国際犯罪をどのように行っているか、それらの意図や解体はどう行うのかを明確に把握して明記し、正しく認識して全て解体破壊して対処を行う。
戦術戦略核兵器の利用や抑止は、一度使用されれば世界的核戦争を招く可能性があるといわれている。これは人類社会、地球惑星の生命の致命的危機となり、人類社会の存亡や地球惑星の存亡に関わる問題であるといわれている。但し2019年に発生した新型コロナウイルス感染症は核戦争による死者を遥かに上回る多くの死者を出しており、新型コロナウイルス感染症の世界的流行の方が世界的核戦争以上に人類社会、地球惑星の生命の致命的危機となり、人類社会の存亡や地球惑星の存亡に関わる問題になっていると考えられる。

### 現状を維持して日米安保条約に基づく核対処維持論
最も保守的で何も現行法、憲法、国際条約も変更せず現状を維持して日米安全保障条約に基づく対処を行い、有事の際には明確に速やかに国連やアメリカに相談協力して核対処を行う事が最も効果的で、効率的・合理的であるとする意見が大半であるが、実質的、経済的、軍事的、効率的、効果的、合理的、平和的その他の既存要素全てにおいて考慮すれば、先進国である日本の憲法や対処が国際的にも合理的で妥当であるとも判断される。
根拠としては、日本の経済的、政治的、軍事的、地理的、国土的要素から判断して、現行憲法が国連連合軍総司令部の民生局によって作成された事、ほとんどの国々が超大国に軍事的に依存協力し、実質的実用性が全く無いに等しい戦略戦術核の問題に関し、国家的、経済的、軍事的犠牲を払い核対処を行う際に、大国に依存し安全保障協定や条約を締結して不必要な核武装をアウトソーシングして行う事が戦略戦術核上不必要な国や地域において、国連条約や国際条約上適切で効率的、効果的、経済的、合理的で最も安全で簡単、明確な対処であると判断される事やその他の歴史的事例や対処から判断すると、実質的必要性の無いものを形式上や有事の際のためにアウトシーシングして核兵器廃絶までの期間の対処を行う事が有効的対処と判断する事ができるからである。

## 反対の主張
1971年（昭和46年）、中曽根は衆議院内閣委員会で「大体いま世界戦略的に、また世界歴史的に見ますと、核武装というのは第二次世界大戦の戦勝国の業になってきている。ああいうものをつくってしまいましたからなくすわけにいかぬ、相手が持っている以上は少し優越したものを持っていないと不安である、そういう世界に入り込んでいって、やむを得ず苦悶してSALTをやるというような形になってきておる。それで、私は戦勝国の業であろうと思っております。戦敗国である日本がそんな業にのこのこ入っていく必要はない、そんな考えを私は持っているわけです。」と述べた。
2004年（平成16年）、中曽根康弘はインタビューに答えて「（核武装について）これまでも一貫して否定してきていますし、今でも変わりません」と述べた。中曽根は「日米安保の続く限りにおいて」という条件つきでの一貫した非核武装論者である。

## 日本の周辺国の核開発状況

### 核保有国
アメリカ合衆国、ロシア連邦、中華人民共和国、朝鮮民主主義人民共和国が核兵器を保有している。

### 過去の開発国

#### 中華民国（台湾）
複数人の中華民国国軍関係者らによると、台湾は中国が核実験に成功した1964年以降、当時の蔣介石政権が核開発に着手した。しかし、計画を知ったアメリカは1976年、台湾に圧力をかけ計画は中止された。1980年代後半になり、蔣経国政権下で開発が再開され、同研究院内に1987年、秘密裏に小規模核実験施設が造られプルトニウム抽出実験などが行なわれた。しかし、アメリカに亡命した同研究院幹部が1988年1月に行なった証言などをもとに、アメリカ政府が李登輝政権時代に施設を閉鎖に追い込んだ。陳水扁政権は核開発を完全否定しIAEAの査察も受け入れている。
中国は国際政治的には台湾は自国の一部であると主張しており、中国は近年の著しい経済成長に伴い軍事力を急速に強化し、核抑止力も高めている。

#### 大韓民国
韓国は1970年代にアメリカからの圧力により核開発計画を放棄し、1990年には在韓米軍が配備していた戦術核を撤去し、1991年に「朝鮮半島非核化に関する共同宣言」を行っている。しかし1994年に北朝鮮の核開発疑惑があり、アメリカは北朝鮮の爆撃を検討し、ソウルでは市民の大規模な避難が行われるなど朝鮮半島での戦争の危機が高まったことなどから、その後韓国政府はNPTに違反する独自の核開発を極秘裏にすすめた。2000年1-2月にNPT（核拡散防止条約）に明らかに違反した核燃料濃縮実験を科学者が極秘で行ったことを2004年になって韓国政府は認めた。その高濃縮ウランは兵器級の90%に近い濃縮度に達していた。そのためIAEAは検査団を韓国に急行させ強制的な査察を行っている。韓国政府は実験があくまで平和利用目的であることを主張したが、IAEA内では疑義が出ており、専門家は核兵器レベルのウランを醸成するレーザーを使用したその技術を民生利用したとは信用し難いと主張している。
現在の韓国政府は公式には核兵器開発の検討を否定している。しかし韓国の世論調査によると、51%の人が核兵器保有に賛成している。2006年の北朝鮮の核実験後は65%の人が核兵器保有に賛成で、賛成しないという回答は32%だった。

## 実現可能性
1975年（昭和50年）、日本の科学技術庁（当時）の原子力担当課長が在京イギリス大使館員に「日本は3か月以内に核兵器の製造が可能」と語った。この情報を基に一時イギリス政府内は大騒ぎになった。
以後の日本政府は憲法98条2項「日本国が締結した条約及び確立された国際法規は、これを誠実に遵守することを必要とする」に基づきNPT条約を履行するため、非核三原則を「一貫して堅持する」と繰り返し明言している。
同日、内閣法制局長官の真田秀夫は参議院予算委員会で「国会におけるその非核三原則を堅持しろというような御決議があって、それでその核は持たないという選択をしなさいという御決議があるわけでございますから、それで政府はその政策の選択として非核三原則を堅持しておる、そのことと法律の解釈というのは、それは政策とは別なんですよ、それは。」と述べた。
2005年（平成17年）2月10日、北朝鮮が核武装を公式に宣言した。同年2月25日、大前研一は韓国メディアの「北朝鮮の核保有が最終確認された場合、日本も核武装に動くのか」という質問に対して次のように答えた。「その可能性は大きい。日本はその気になれば90日以内に核爆弾を製造し、ミサイルに搭載できる技術的能力を持っている。われわれはすでに大陸間弾道弾（ICBM）水準のミサイル（ロケット）を保有しており、50t以上のプルトニウムを備蓄している。核爆弾2,000基を製造できる分量だ。日本はすでに30 - 40年前、原爆製造に必要なあらゆる実験を終えた。日本が核武装をしないのは国民情緒のためだ。9割の日本人が核兵器の開発に反対している。広島と長崎の悪夢のためだ。しかしわれわれが北朝鮮核兵器の実質的脅威を受ける状況になれば、世論は急変するはずだ」。
2006年（平成18年）には北朝鮮が初の核実験を実施。10月10日、内閣総理大臣の安倍晋三は衆議院予算委員会で次のように述べた。「我が国の核保有という選択肢は全く持たない。非核三原則は一切変更がないということをはっきり申し上げたい」。
同月20日、中川昭一は自民党静岡県連合会の集会で次のように述べた。「攻められそうになった時にどう防ぐか。万が一のことが起きた時にどうなるかを考えるのは、政治家として当然のことだ」。この発言は日本のみならず、海外にまで議論が及ぶこととなり、与野党からこの核武装とも取れかねない発言の撤回を求める意見が多く出ることとなり、この発言の後に総理の安倍晋三や官房長官の塩崎恭久が非核三原則は厳守すると念を押す発言をし、アメリカ大統領のジョージ・W・ブッシュもこの発言に対し「中国が懸念する」と述べた。
これら中川昭一らの発言を受けて安倍晋三は次のように述べた。「政府や党の機関としては議論しない。それ以外の議論は自由だから言論封鎖することはできない。」
同年12月24日、「日本が小型核弾頭を試作するまでには少なくとも3 - 5年かかる」とする政府の内部文書が明らかになった。
2022年2月27日、安倍晋三は「日曜報道 THE PRIME」においてロシアがウクライナに侵攻したことを受け、打撃力の保有など、防衛力の抜本的強化やアメリカとの核共有を含む拡大抑止充実のための議論の必要性を訴え、同年2月28日には日本維新の会代表の松井一郎や幹事長の藤田文武も核共有を含む議論の必要性に言及した。なお、内閣総理大臣の岸田文雄は同年3月2日に行われた参議院予算委員会において、「非核三原則を堅持している立場や、原子力の平和利用を規定している原子力基本法を基本とする法体系から認めるのは難しい」と答弁している。

### 内政的問題
日本の核武装は核兵器の実装使用能力と核兵器によって防衛するという政治意思の2つの要素によって完成するが、後者の政治意思は、戦争放棄を日本国憲法で規定する日本においては、核兵器の配備使用によって防衛するという政治意思が平和主義や国際主義などの憲法理念と整合し形成される内政プロセスとして形成される。
2008年の回想録で元外務事務次官、駐米大使であった村田良平は、北朝鮮が核実験を行ったことにより日本の核武装をアメリカが拒否できない日が来ると予測しており、それでもアメリカが日本の核武装を拒否するなら、在日米軍基地の全廃を求め、併せて日本の独力で、通常兵器による抑止力に加えイギリス、フランス同様限定した核戦力を潜水艦を用いて保持すべきと主張している。
2011年島村英紀は自著の中で、岸信介は1983年に出版された回顧録の中で「原子力開発は将来の日本が核武装するという選択肢を増やすためだ」と書いたように、原発は軍事ミサイルを飛ばすための技術を磨くための宇宙開発とともに重要な国策として推進された、と述べた。
非核三原則（核兵器を持たず、作らず、持ち込ませず）。これは原発政策や、アメリカ海軍の原子力艦艇の寄航とは一線を画している。その一方で核を持ち込ませないための方針については、厳正な適用すらアメリカ側に求めることができない問題点がある。
ただ、1998年の北朝鮮の弾道弾の試射によって費用の問題から疑問視されていたMD配備が一気に加速したり、2001年の同時多発テロ直後にはテロ対策特別法が、2002年に拉致被害者が公式に確認された後に経済制裁に関する諸法が速やかに立法されたが、その反面、MDの配備の目処がついた2006年に北朝鮮の核実験が行われた際は（MD配備や経済制裁を超える）具体的な新たな対抗措置を取れと言う世論にはならなかった。

### 経済的・技術的問題
伊藤貫によれば、「必要最小限の抑止力でよしとするならば、日本にとって高いハードルではない」とし、伊藤の試算によれば核弾頭付き巡航ミサイル200-300基と、専用の駆逐艦及び潜水艦約30隻の建設と運用にかかる軍事予算は年間1兆円となっている。この場合の「必要最小限の抑止力」とはケネス・ウォルツの核戦略理論に基づくもので、具体的には中国東部の主要都市への対価値攻撃力（カウンターバリュー）を意味する。10～50の都市を破壊できれば、核抑止力を持てる。
核実験についてはガンバレル方式だけでなく、インプロージョン方式も現代の技術なら起爆装置と臨界前核実験だけで十分とする意見がある（イスラエルと南アフリカは起爆装置の実験だけで原爆を開発したという説がある）。しかし、文字通り机上の空論でしかなく複数回の現実の核実験が必要という説の方が優勢である。
核実験は技術的な問題以上に、政治的に「核武装の実証を公言」するため必須となる。1970年代初頭に当時の防衛庁の行なった研究では「国内に実験場が無い」ことを核武装断念の理由としている。本土から離れた無人島で地下核実験を行えば良いという意見もあるが、現実問題としてそのほとんどが国定公園である離島を核実験場にすることは固有種や絶滅危惧種、生態系など環境への深刻な影響を与える。また、漁業権の補償も重大な問題である。
巡航ミサイルは開発の前提となる諸技術は全て備えているので比較的短期で開発は可能であるとされる。ただし、巡航ミサイルの長射程は核弾頭の小型化（トマホークに搭載されたW80で290ポンド）によって達成されたものであり、潜水艦を発射プラットフォームとする限りは、魚雷発射管を初めとする寸法、容積、重量の制限を受ける。
米仏英中露のような高度な戦略原潜と水爆の保有を求めるとなると、開発における障壁はより高いものとなる。

#### 弾道ミサイル
日本はM-Vロケットに代表される固体燃料ロケットの技術を保有している。
宇宙ロケットと弾道ミサイルの主な違いは誘導システム、そして再突入体の有無である。宇宙ロケットは地上施設からの電波によって誘導される点が支援を受けずに自律誘導する弾道ミサイルとは大きく異なる。そのため弾道ミサイルを開発するならば誘導システムの新規開発は必須である。再突入体（RV）については、日本はOREXなどで大気圏再突入の実験を5回行い、慣性航法装置のテストや空力加熱のデータなどをテレメトリー収集した。
当初計画においては実験体の回収までを目標としていたが回収に成功したのは2回であり、さらには情報収集の目的であった宇宙往還機HOPE計画の事実上の凍結もあって、軍事転用できるだけの技術的蓄積は無く、今後も同種の再突入体に関する計画は無いことから、継続しての研究、あるいはデータの取得も見込めない。核弾頭を搭載した再突入体を開発するならば核抑止力としての有効性を持つだけのCEPを有するRVをJAXAとは別に行う必要がある。
固定基地の弾道ミサイルは先制攻撃で狙われやすく、生存性が低い。これは「ソビエトに近い島国」であるイギリスも陥ったジレンマで、空中発射弾道ミサイルを開発しようとして失敗し、ポラリスを導入した経緯がある。後年に実用化された車両移動式ミサイル（TEL）を僻地で運用する方法も考えられるが、日本における僻地とはすなわち国土の7割を占める山地であり、その山岳地における狭隘な道路事情での数十tのTELの運用は非常な困難を伴う。
兵頭二十八は山岳地帯にミサイル基地建設を提案している。これは敵からの先制核攻撃があっても、よほどCEPが高くなければ山自体が盾になるためミサイルの生存性が高まるという考えであるが、周辺住民の反発は確実で政治的難易度が最も高い運用方法である。

#### その他
- 「攻撃に使える兵器」という意味でなら、核でなく青森県で貯蔵されている使用済み核燃料やプルトニウムを兵器に積み込み、報復攻撃対象国上空で爆発させるだけで核と同等の効果を持つ上に長期的に敵国の土地資源や人的資源に汚染を引き起こせる為、費用対効果が高く多大な費用を掛けて核兵器を開発する必要は無いという指摘もある。しかし汚い爆弾は使用しても死者は出ないと言われており、仮に大型の輸送機に満載して自爆させるとしても撃墜される可能性が高い。軍事的確実性が不明確では費用対効果を測る事自体が不可能であり、国家単位のテロにはなり得ても核抑止には寄与しない。
- 弾道弾も大量破壊兵器の運搬手段として国際的な監視と規制が行なわれている[45]
- 日本はMTCRに参加している。これは弾道ミサイルとその関連技術の輸出管理を目的とするが独自開発は妨げない（米露を初め、弾道弾の開発は行っている）。
- 日本政府は憲法第9条に基づき、専守防衛の制約を受けている。つまり大陸間弾道弾や攻撃型空母（なお兵器の分類上は攻撃型空母は存在しない）、戦略爆撃機など「性能上専ら相手国の国土の潰滅的破壊のためにのみ用いられるいわゆる攻撃的兵器」の保有はしない。核武装とは、非核三原則を含めこれまでの安全保障政策の根本的変更を意味する。しかし、非核三原則は、佐藤政権で定めたものであり憲法の規定ではない為、変更は憲法改正により容易である。また、1957年（昭和32年）5月7日の参議院予算委員会で内閣総理大臣の岸信介は、「自衛権の範囲内であれば核保有も可能である」という憲法解釈を示している。[46]

## 事実上の核保有国
日本では現在公表されている核兵器の開発計画は無いが、日本は必要ならば1年以内に核兵器を作れるだけの技術、原料、予算があると指摘されている。海外の多くの専門家は日本が「事実上の」核保有国であると認識している。日本は"screwdriver's turn(ネジを一つ締めるだけ)"で核兵器を作ることができる状態であり、これは"bomb in the basement(地下室に爆弾を隠している)"とも揶揄されている。
日本では原子力発電の副産物として大量の濃縮プルトニウムが生産されている。1970年代に日本政府はアメリカ政府への要望として、再処理した高濃縮プルトニウムを平和的で商業的な「プルトニウム経済」に使用するための許可を求めた。これはアメリカのカーター政権内で軍事利用の危険性と日本のエネルギー需要へのメリットを巡り激しい議論となったが、結果として日本の原子力発電の副産物の利用を目的を問わず認めるという合意に達した。しかしながら、日本の高速増殖炉計画は失敗に終わることとなる。
2011年、元防衛大臣石破茂は、日本が核の可能性を維持するという考えを明確に支持した。「日本は核兵器を保有する必要はないと思いますが、短期間で核弾頭を製造できるので、商業用原子炉を維持することは重要です...それは暗黙の核抑止力です」 日本の潜在的な核抑止力は、おそらく例えるなら弾道ミサイル潜水艦と海上のような関係である。。

## 各国の反応

### アメリカ合衆国
2003年に発表されたアメリカの国防白書は、未来予測の中で2050年までに日本が核武装すると述べた。